# 道の駅きょなん
道の駅きょなん（みちのえき きょなん）は、千葉県安房郡鋸南町にある国道127号の道の駅である。愛称は見返りの里。

## 施設

### バリアフリーなど
- 駐車場
  - 普通車：70台
  - 大型車：5台
  - 身障者用：1台
- トイレ（いずれも24時間利用可能）
  - 男：小 16器
  - 女：10器
  - 身障者用：1器

### 道の駅内にある施設
- 「昭和おもちゃ館食堂」

（9時 - 16時）
```
食事処「ふく丸」（11時 - 21時30分）
```

- 物産館「八佐丸」「マルダイ」（9時 - 17時）
- きょなんまち直売所（9時 - 17時）
- 菱川師宣記念館（9時 - 16時30分）
- 中央公民館（8時30分 - 21時30分）
- きょなん情報館 （9時 - 17時）

## 休館日
- 年中無休（ただし、下の施設は除く）
  - 「昭和おもちゃ館食堂」（荒天日）
  - 食事処「ふく丸」 （毎週月曜日）
  - 物産館「八佐丸」 （毎週火曜日）
  - 物産館「マルダイ」 （毎週水曜日）
  - 中央公民館 （毎週水曜日、年末年始）
  - 菱川師宣記念館 （毎週月曜日、年末年始）
  - きょなん情報館 （毎週土曜日、日曜日、祝日、年末年始）

## 道路
- 国道127号 - 登録路線

## 周辺
- 保田漁港・ばんや - 保田漁港直営の食事・入浴・宿泊施設を揃えた施設。
- おどや鋸南店
- 保田妙本寺
- サンセットプリーズ・保田 - フットサルコート、スカッシュコート、宿泊施設、飲食施設を併設。